# Station Masta
Station Masta is een voormalig spoorwegstation langs spoorlijn 45 (Weismes - Trois-Ponts), bij het gehucht Masta op het grondgebied van de Belgische stad Stavelot. Het station was geopend van 4 januari 1914 tot 23 februari 1959.